# Shadow marks
Con Shadow marks (in italiano si potrebbe tradurre con segni d'ombra o linee d'ombra) s'intende una forma di feature (caratteristica) archeologica  visibile dall'alto. Diversamente dai cropmarks, frost marks e soil marks, esse richiedono caratteristiche (features) fisse per manifestarsi e sono dunque più comunemente  viste nel contesto di siti esistenti piuttosto che in quelli sconosciuti sepolti precedentemente.
Esse sono causate dalle dislivelli del suolo prodotti dai resti archeologici. Nel caso di scavi di siti antichi, erosi, queste differenze sono spesso piccole, mentre sono più visibili quando vengono osservate dall'alto, oppure quando il sole è basso all'orizzonte. Questo provoca la formazione di ombre lunghe che vengono lanciate dalle feature più alte, illuminate così dal sole da un lato, mentre le ombre scure marcano cavità e depressioni.
Le shadow marks possono essere meglio osservate obliquamente piuttosto che direttamente dall'alto, poiché in questo modo si viene ad enfatizzare l'effetto delle ombre.